# Herzog Blaubarts Burg
Herzog Blaubarts Burg is een West-Duitse dramafilm uit 1963 onder regie van Michael Powell. Het scenario is gebaseerd op de gelijknamige opera uit 1918 van de Hongaarse componist Béla Bartók.

## Verhaal
Hertog Blauwbaard onthult geleidelijk zijn geheimen aan zijn vierde vrouw Judit. Hij opent de zeven deuren in zijn burcht en hij laat Judit zijn vorige vrouwen zien. Hij verwacht dat zij zich bij hen zal aansluiten.

## Rolverdeling
| Acteur           | Personage  |
| ---------------- | ---------- |
| Norman Foster    | Blauwbaard |
| Ana Raquel Satre | Judit      |